# Lindesnes fyr

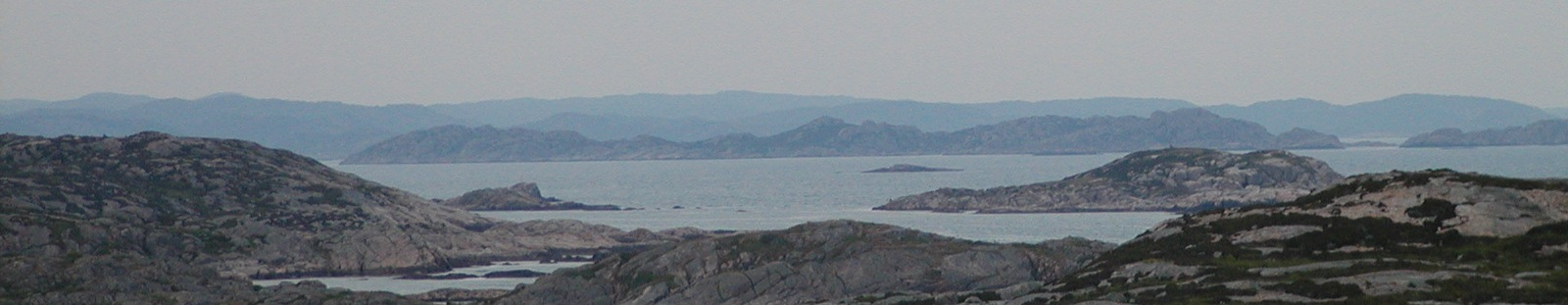
Blick auf den Skagerrak

Das Lindesnes fyr ist Norwegens ältester und südlichster Leuchtturm auf dem Festland. Am 27. Februar 1655 wurde hier Norwegens erstes Leuchtfeuer angezündet. Lindesnes fyr befindet sich auf dem Gebiet der Kommune Lindesnes.

## Geschichte

### Mittelalter
Schon seit dem Mittelalter war das Lindesnes fyr eine der wichtigsten Landmarken zwischen Nordsee und Ostsee.
An Norwegens Südspitze trifft die wichtige Küstenlinie auf die Hochsee. Die meisten Segelschiffe, die über den Skagerrak segeln wollten, suchten die Südspitze als Ziel und Ausgangspunkt aus, zumal die Küste viele Zufluchtsmöglichkeiten in Form natürlicher Häfen bietet. Auf dänischer Seite gibt es dagegen nur die Jammerbucht, um Schutz vor Wetter und Wind zu finden. Am Schluss des 15. Jahrhunderts beschreibt der norwegische Priester und Historiker Peder Claussøn Friis Lindesnes als „die Landzunge, welche alle Seefahrer kennen“.
Das Fahrwasser um Lindesnes war dennoch gefürchtet, da dort Skagerrak und Nordsee aufeinandertreffen. Kräftige Winde und Strömungen haben dort viele Segelschiffe auf Grund gesetzt: die Strecke zwischen Lindesnes und Lista wird von Seefahrtshistorikern als ein „klassisches Schiffbruchgebiet“ bezeichnet.

### 17. Jahrhundert
Es ist kein Zufall, dass das erste Leuchtfeuer Norwegens ausgerechnet in Lindesnes angezündet wurde. Der dänische König Fredrik III. gab am 18. Juli 1655 Pouell Hansønn (Kristiansand) das Privileg, ein Leuchtfeuer in Lindesnes zu betreiben. Der Betrieb sollte mit einer Steuer auf alle Hafeneinläufe zwischen Bergen und Båhuslen finanziert werden.
Der Zeitpunkt für den Start im Herbst 1655 war allerdings schlecht gewählt – die drei mit Materialien und Ausrüstung von Kristiansand ausgesendeten Schiffe benötigten mehr als sieben Wochen für die Fahrt nach Lindesnes. Auch das Schiff, welches Kohle aus England holen sollte, brauchte übermäßig viel Zeit; daher wurde das Feuer zunächst als 3-geschossiger Holzturm mit 30 Kerzen hinter Bleiglasfenstern erbaut. Dieses war natürlich eine sehr unkonventionelle Konstruktion; und so ließen auch die ersten Klagen nicht auf sich warten. Selbst als das Kohlefeuer endlich in Betrieb genommen werden konnte, sah sich der König genötigt, das Feuer bereits im Herbst des nächsten Jahres einzustellen.

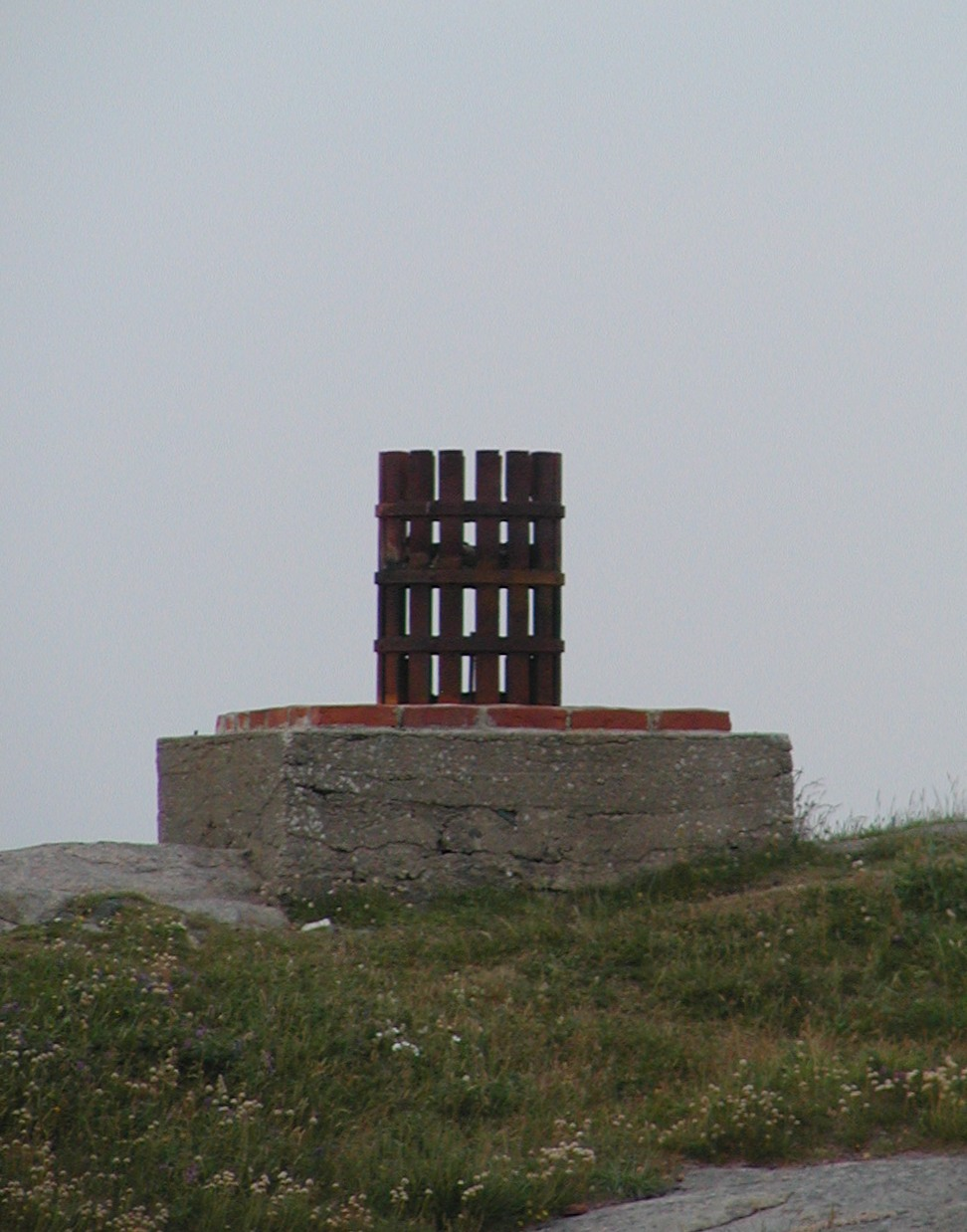
So könnte das erste Leuchtfeuer ausgesehen haben (Rekonstruktion)

### 18. Jahrhundert
Erst 69 Jahre später wurde das Leuchtfeuer auf Lindesnes wieder in Betrieb genommen. Es wurde allerdings beschlossen, 2 Kohlefeuer einzurichten: Das auf der Landzunge und eines in Markøy, ein wenig weiter westlich. Dieses sollte die Verwechslung der Leuchtfeuer von Lindesnes und Skagen (Dänemark) verhindern. Beide Feuer wurden am 1. Februar 1725 angezündet und bestanden nur aus einem offenen Feuertopf direkt auf dem Felsen.

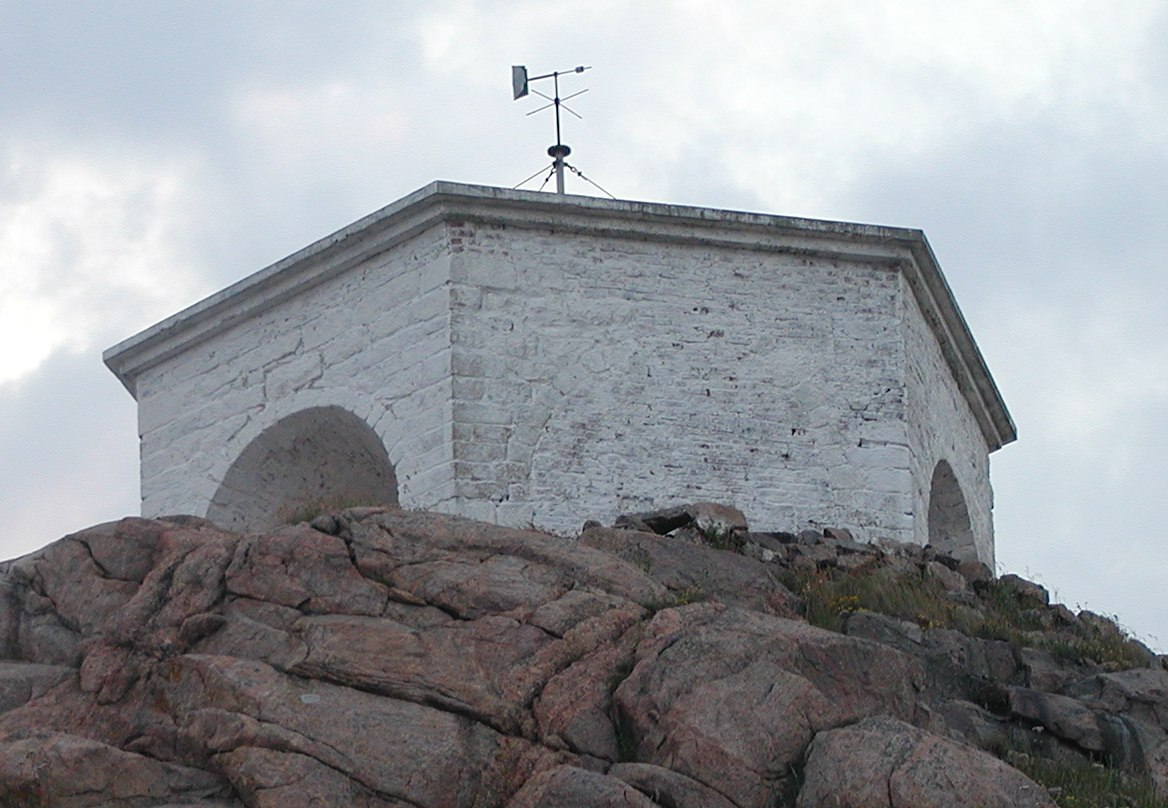
Das Fundament des Leuchtfeuers von 1822

### 19. Jahrhundert
Im Jahre 1822 wurden beide Feuer zu geschlossenen Kohlefeuern umgebaut. So wurden die Feuerkessel in einem geschlossenen Lampenraum auf einem gemauerten Fundament mit Rauchkanälen platziert, was zu einer sichereren und ökonomischeren Verbrennung führte. Beide Fundamente dieser geschlossenen Kohlefeuer sind heute noch vorhanden.
Das Feuer in Markøy wurde 1844 abgebaut. 1854 wurde das Feuer auf Lindesnes umgebaut; es erhielt die erste Linse. Lichtquelle wurde eine moderne Dochtlampe mit Paraffin.

### 20. Jahrhundert
In 1915 zog die Linse in einen neugebauten Gusseisenturm um. Außerdem wurde 1920 noch ein neues Maschinenhaus errichtet und ein Nebelwarnhorn installiert. Damit bekam die Feuerstation die Form, die sie auch noch heute hat.
Der Leuchtturm in Lindesnes hatte eine feste Besatzung bis zum Jahre 2003. Im Jahre 1992 wurde eine eigene Stiftung ins Leben gerufen, um den Leuchtturm und das Leuchtfeuer für Besucher zu öffnen und zu erhalten. Im Jahr 2000 wurde das Lindesnes fyr zur „Jahrtausendstätte“ der Fylke Vest-Agder gewählt; in Folge wurde darauf eine neue Vermittlungsstation im Fels unter dem Leuchtturm errichtet. Das Lindesnes fyr wurde außerdem als Hauptstelle für ein Nationales Leuchtturmmuseum vorgeschlagen.

## Tourismus
Der Leuchtturm ist einer der meistbesuchten Plätze in Agder, direkt nach dem Tierpark in Kristiansand. Jährlich besteigen 100.000 Menschen den Turm. Im Jahre 2004 wurde Norwegens erstes Leuchtturmmuseum am Lindesnes fyr eröffnet.

## Der Leuchtturm heute
Der Leuchtturm wird heute von dem Museum betrieben; es werden außerdem weitere Aktivitäten und Dienstleistungen angeboten. In der neugebauten, großen Felsenhalle unter dem heutigen Turm finden während der gesamten Touristensaison Konzerte, Gottesdienste und Veranstaltungen der Kommune (inkl. Filmvorführungen) statt.

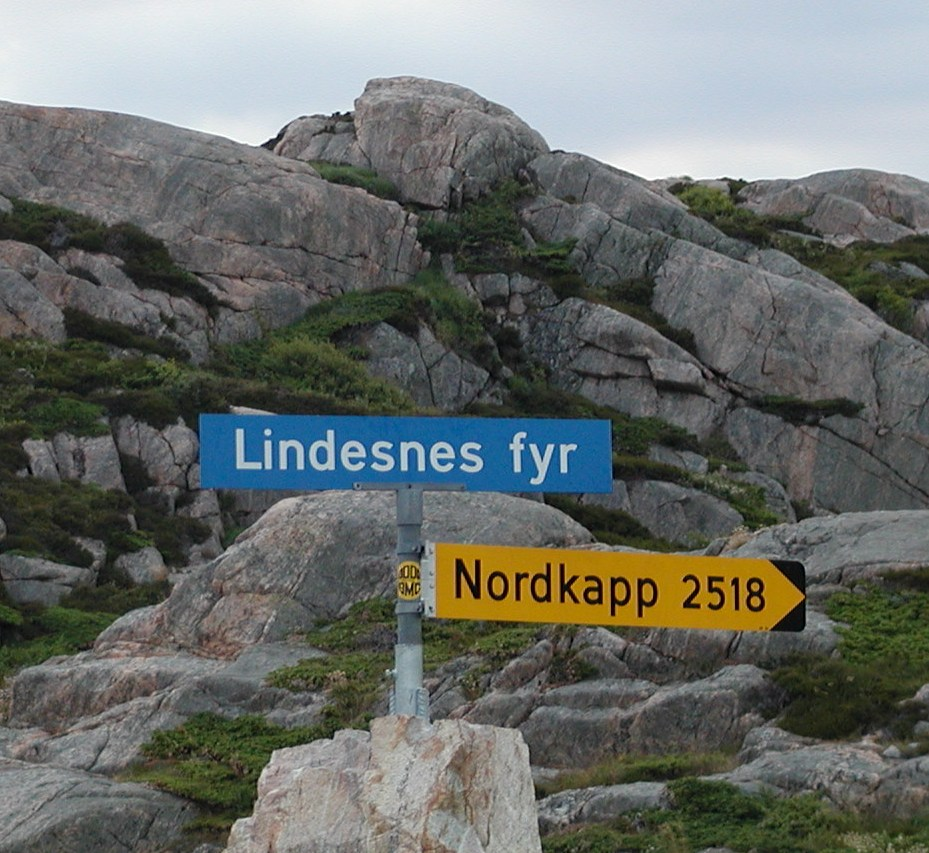
Lindesnes fyr ist der südlichste Punkt Norwegens (2006)
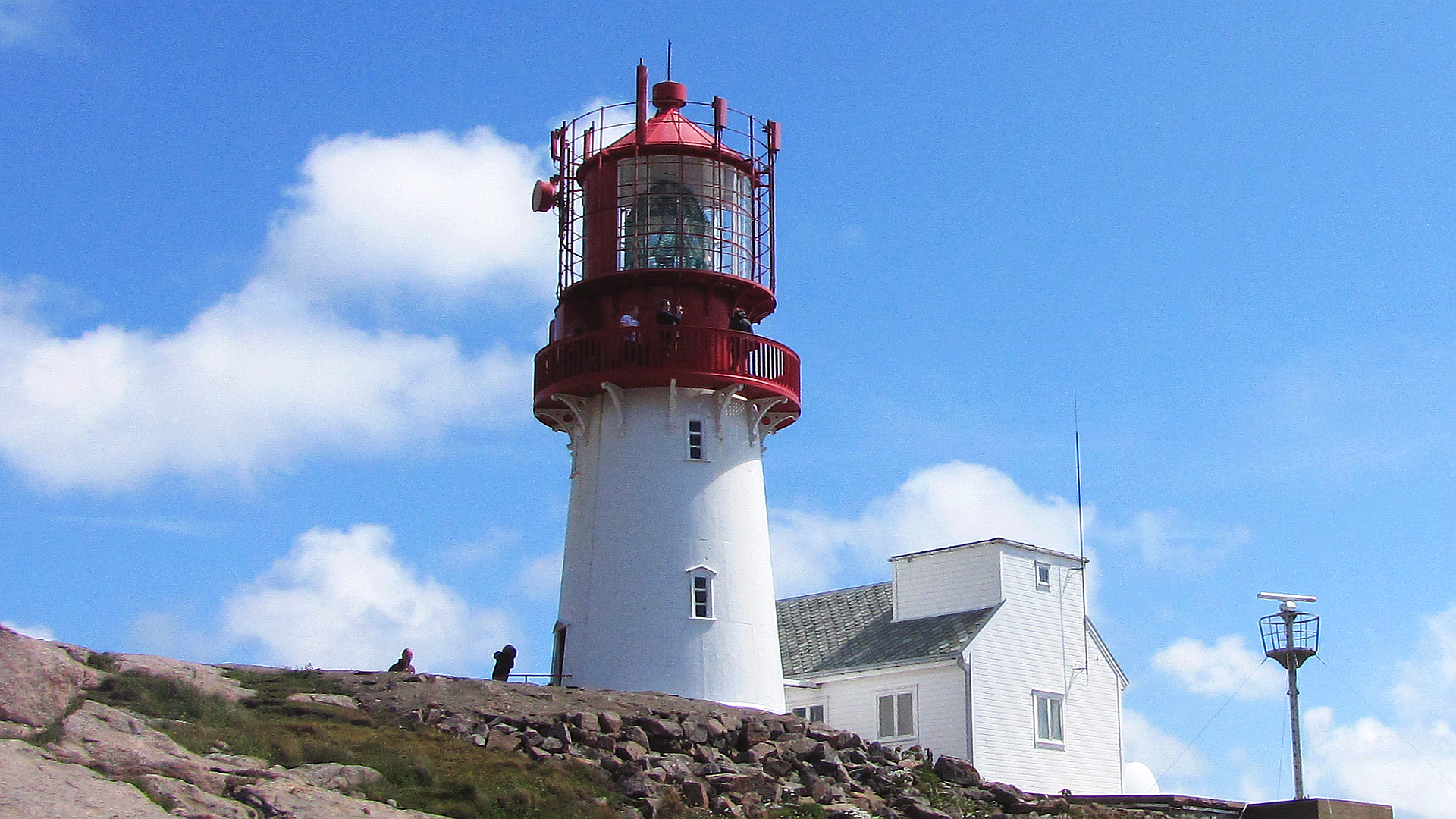
Lindesnes Fyr von Westen, ein Leuchtturm in gusseiserner Turmkonstruktion (2010)
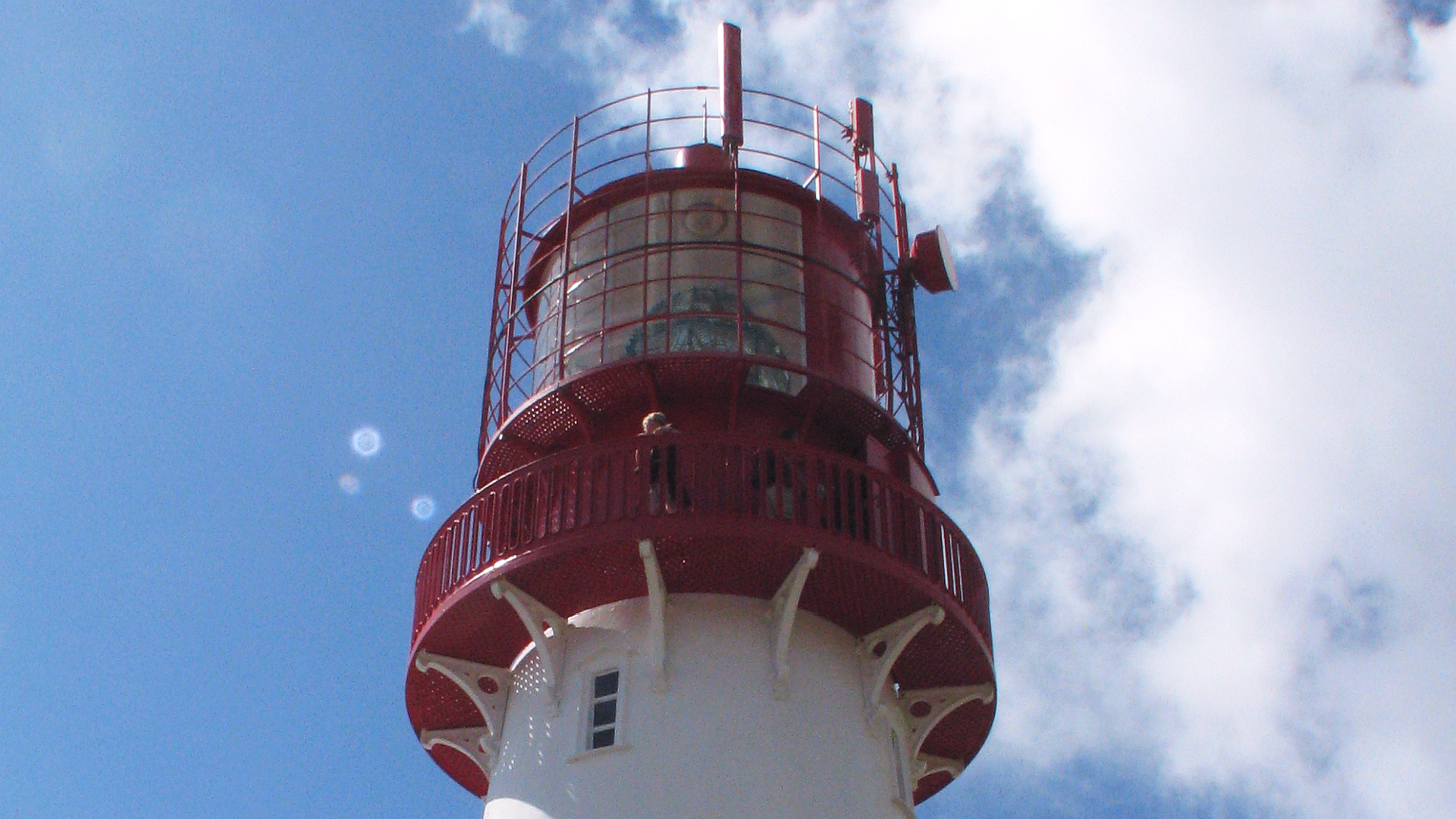
Der Kopf des Leuchtturms mit der sogen. Laterne
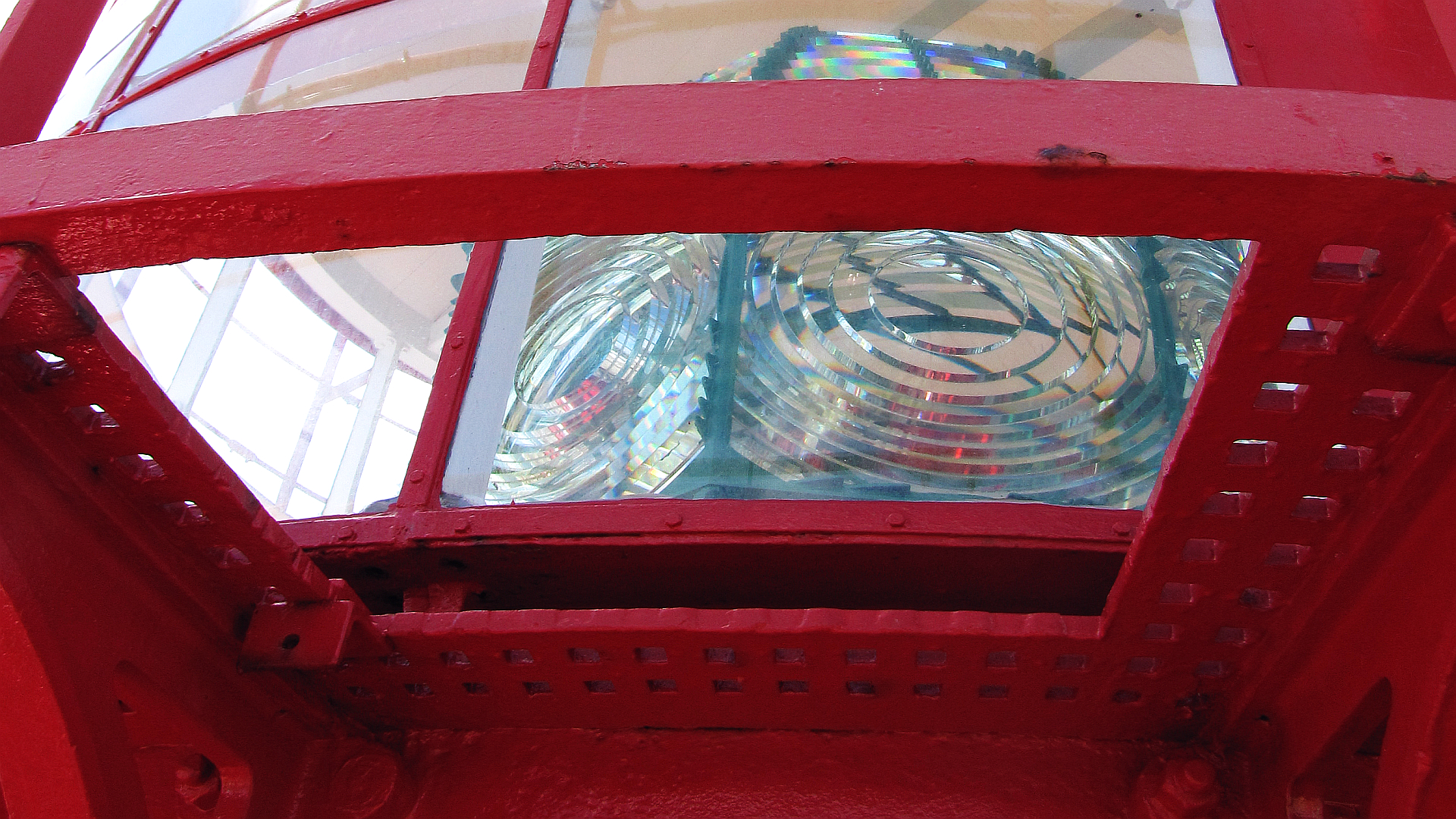
Die Linse der Laterne von außen
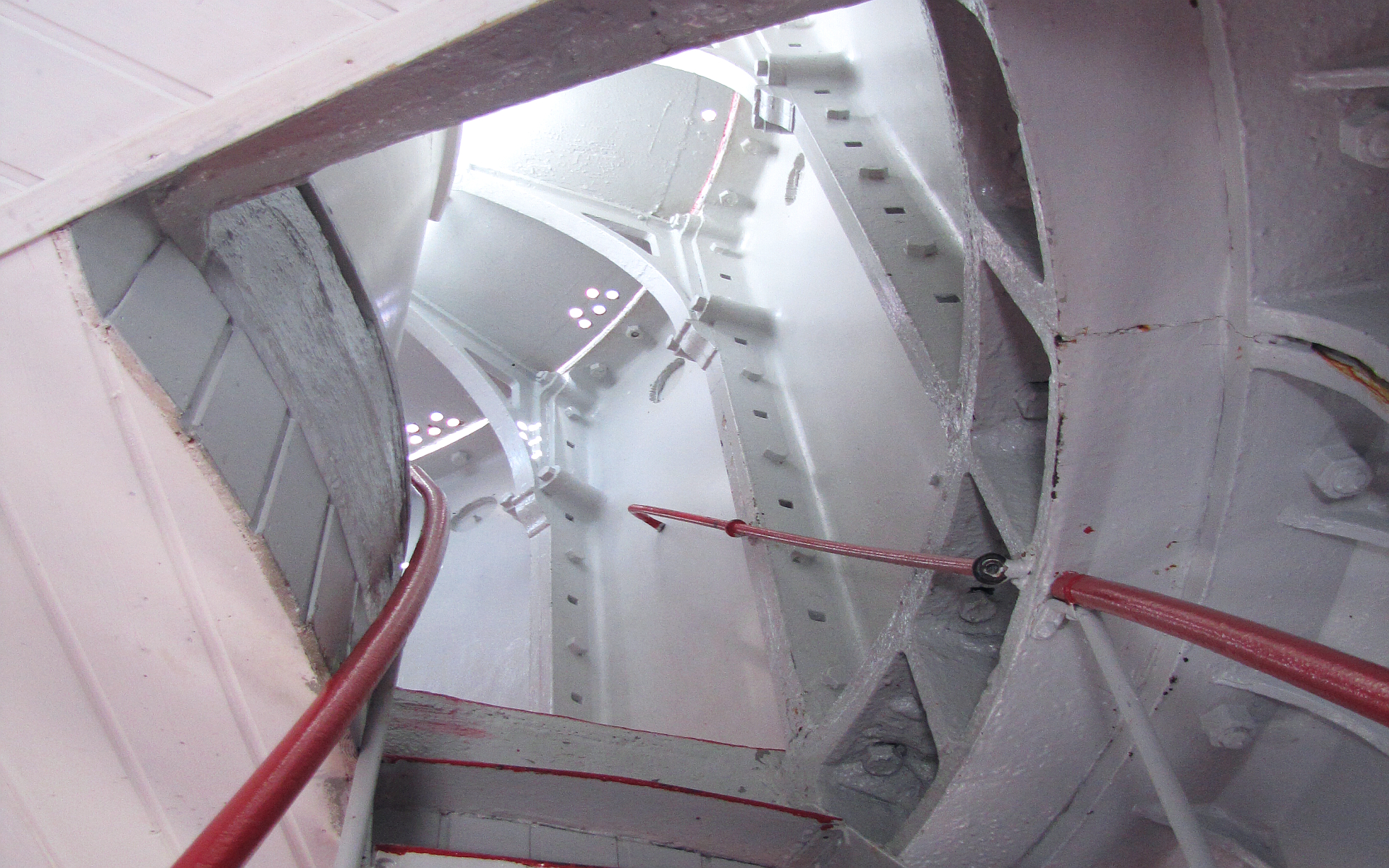
Gut sichtbare Gusseisen-Konstruktion mit Innentreppe
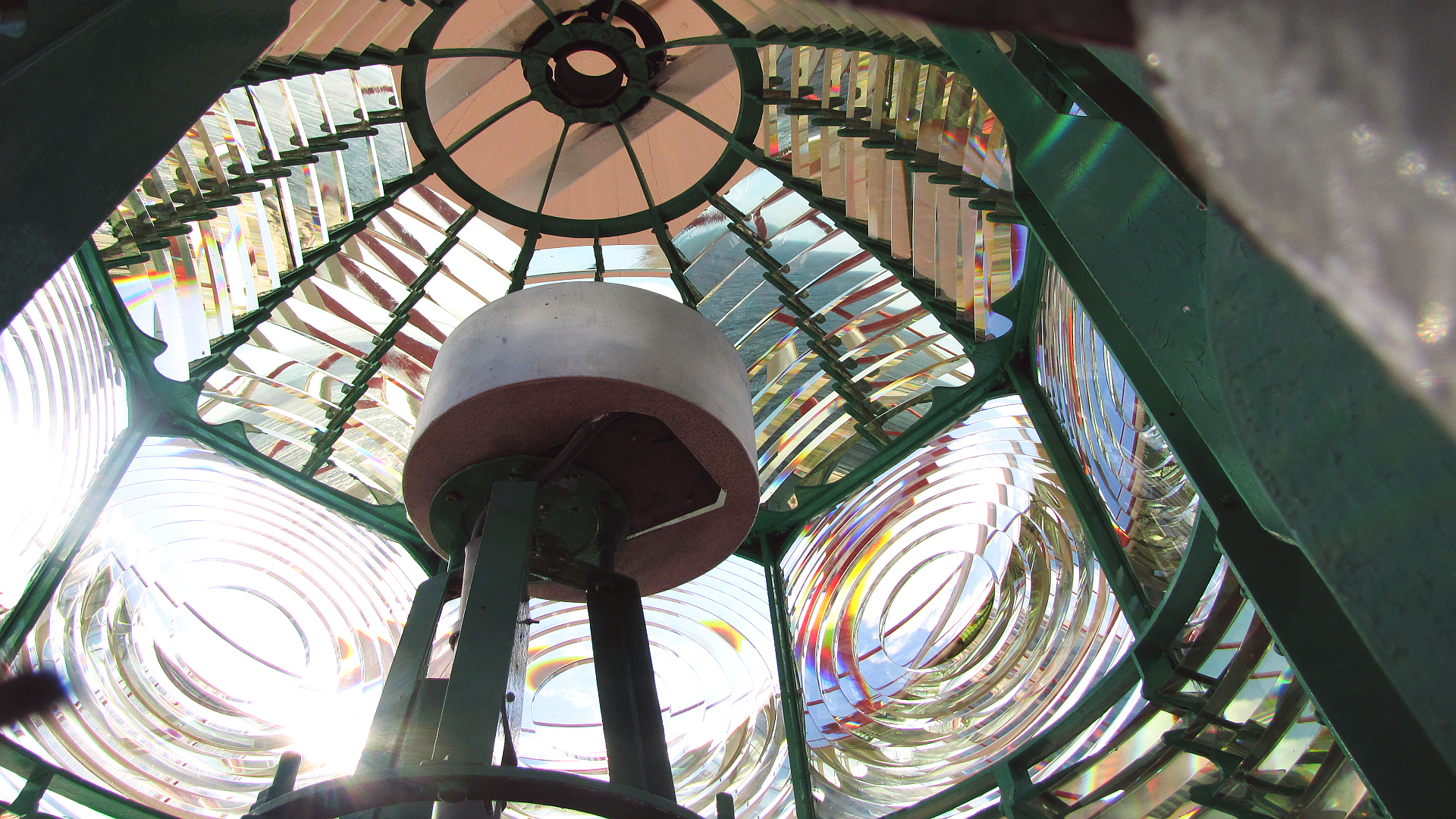
Linse des Leuchtfeuers von innen gesehen
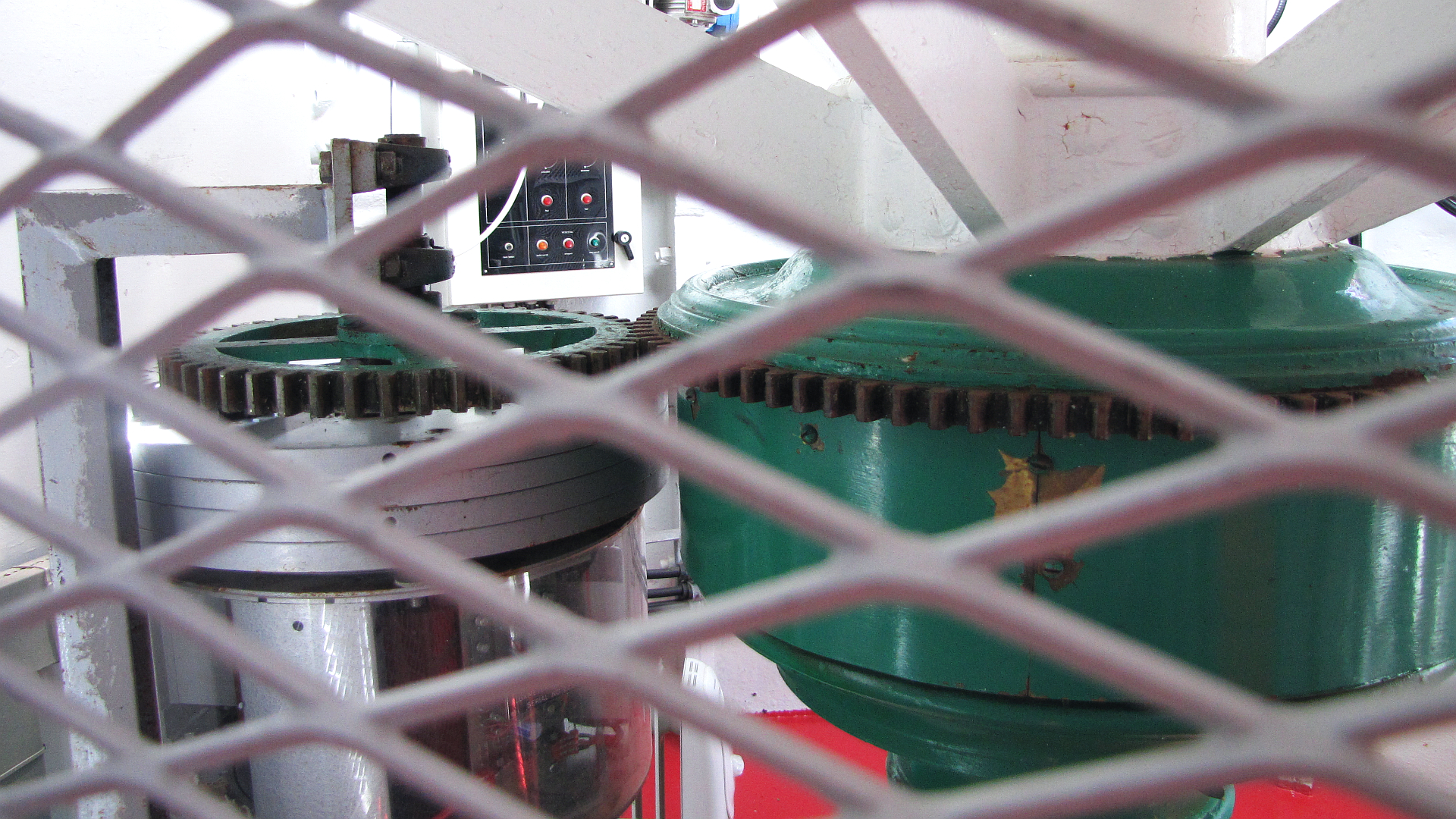
Linsen-Antrieb mit Getriebe für das Leuchtfeuer
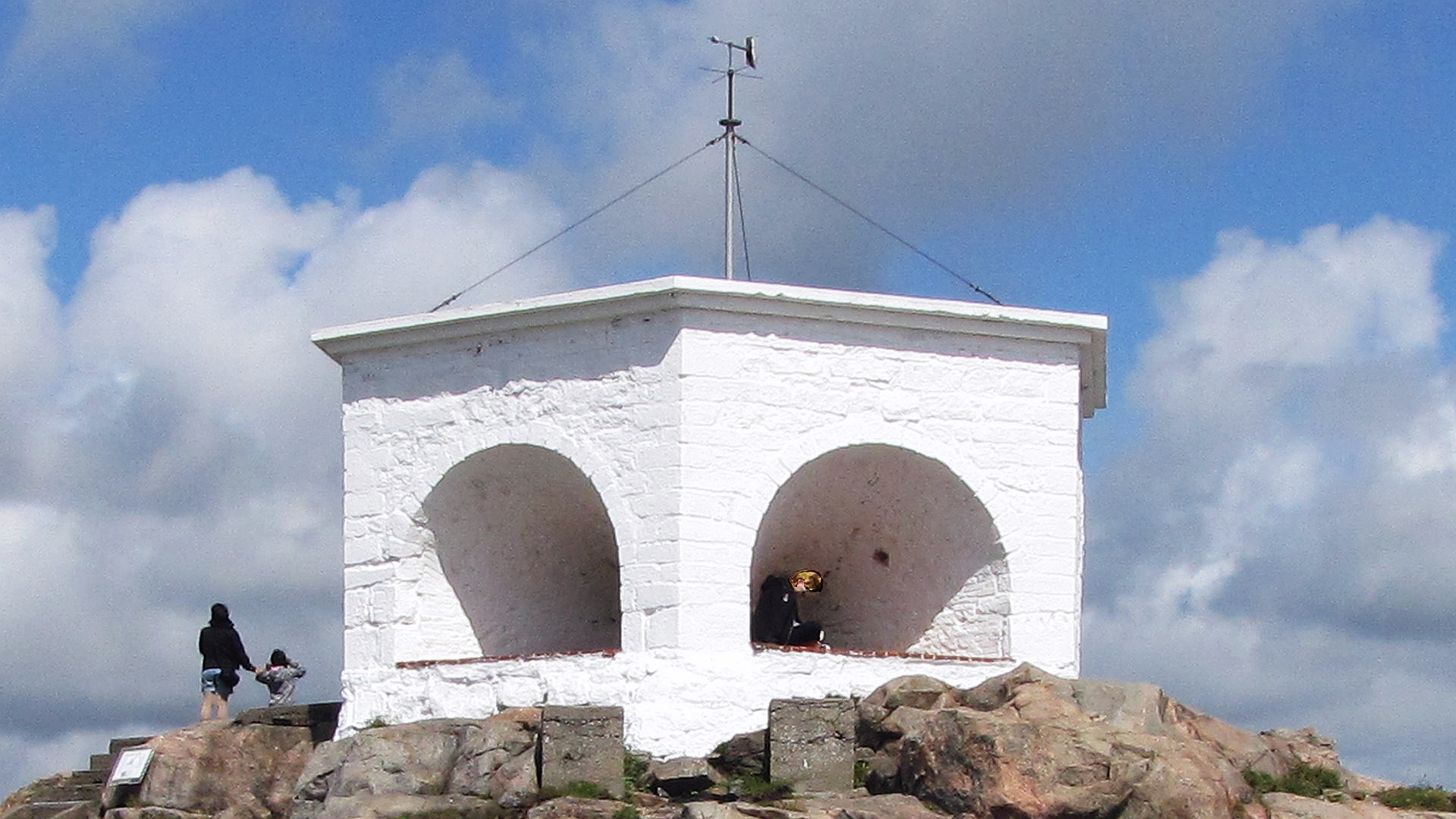
Blick vom heutigen Leuchtturm auf Unterkonstruktion des früheren Leuchtturms
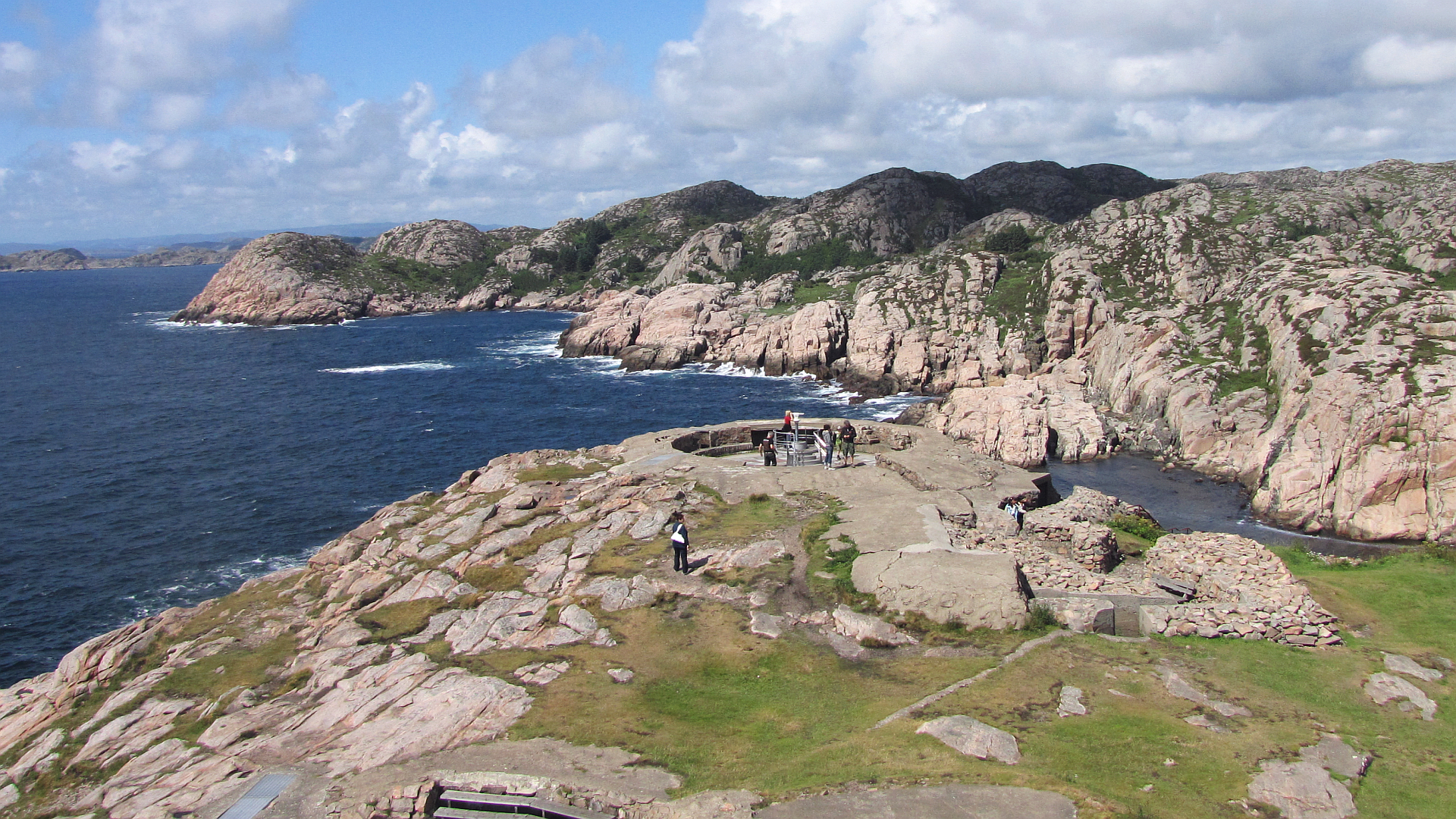
West-Ansicht Küste und Bunkeranlagen 2. WK
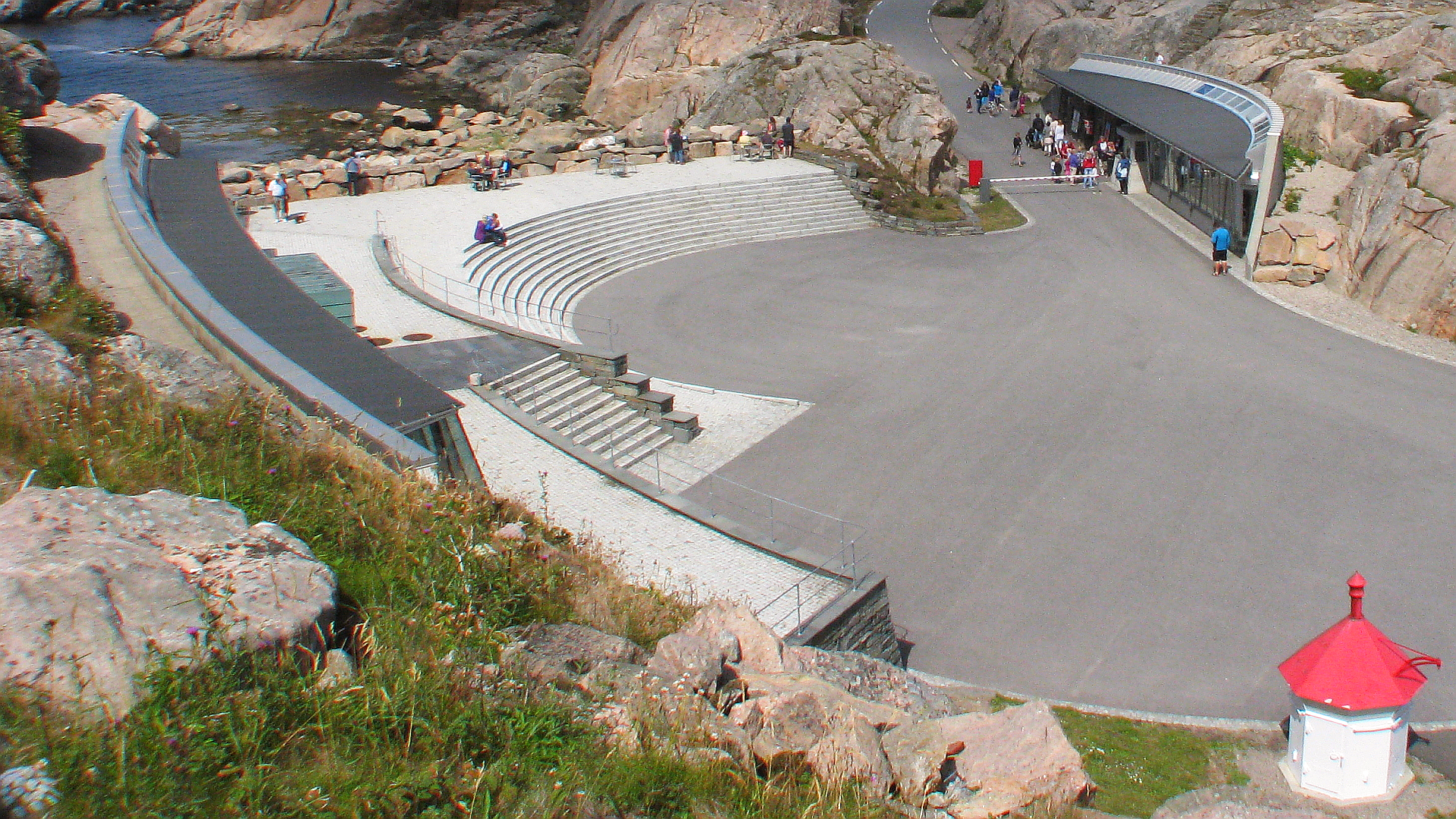
Links (Millenium-)Fjellhallen (2000–2004 in die Felsen gebaut), rechts Leuchtturm-Museum
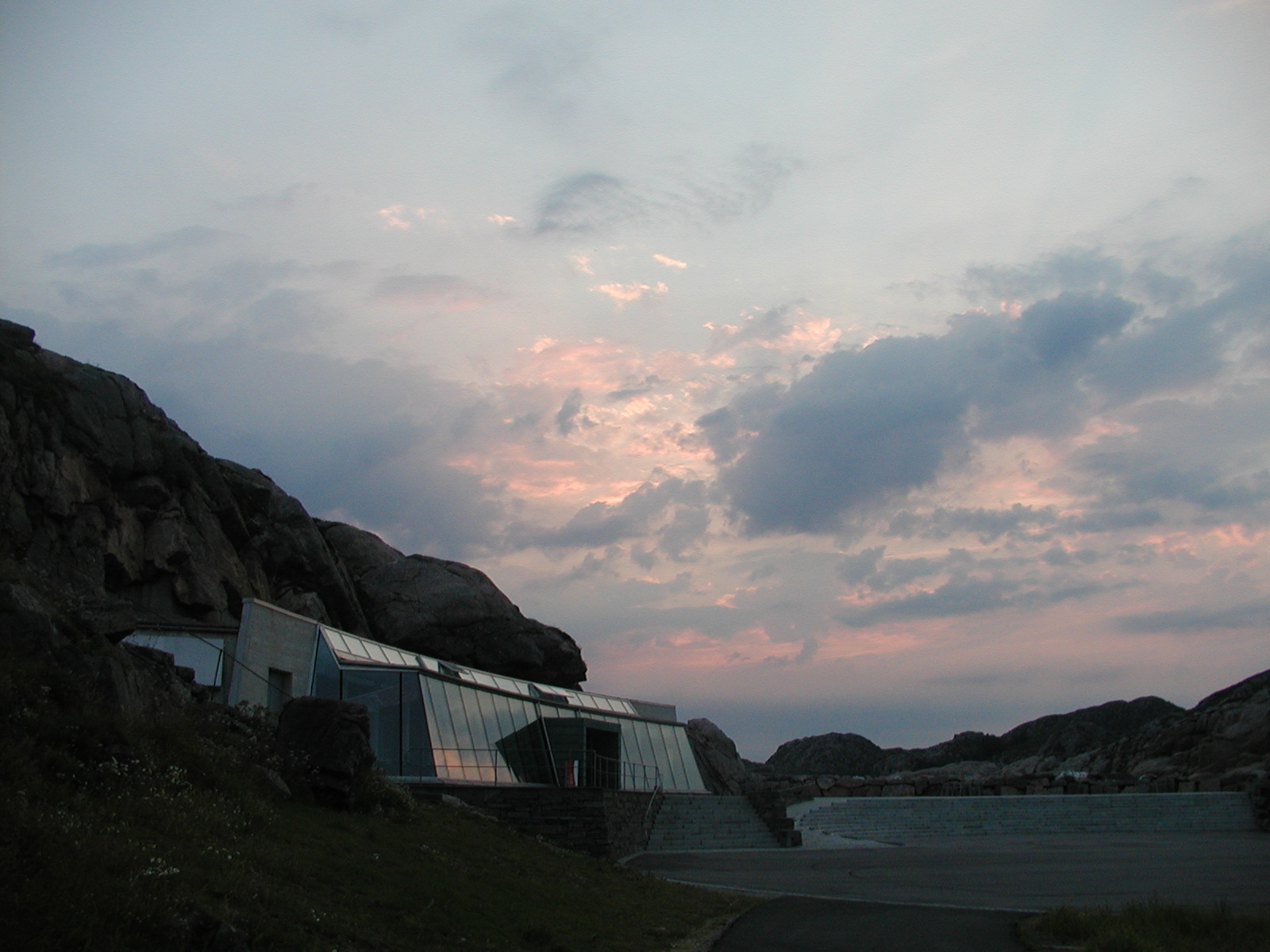
Die neugebaute Felsenhalle nahe dem Leuchtturm (Foto 2006)
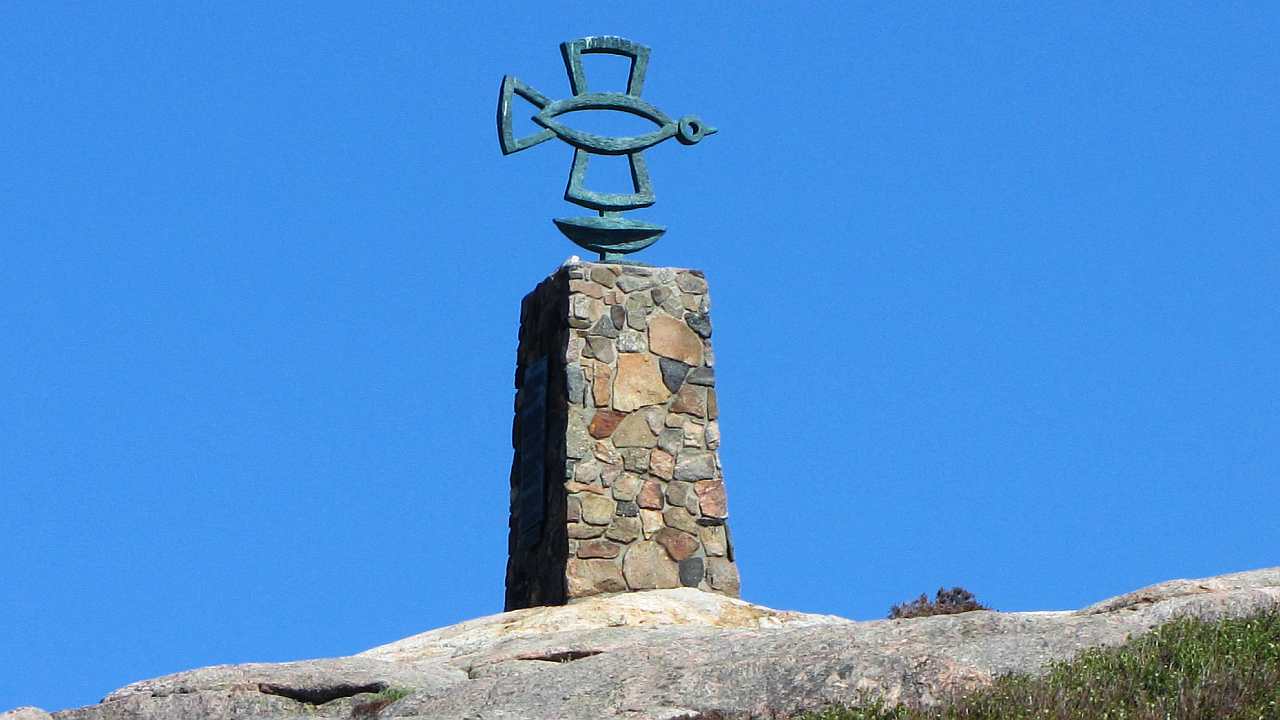
Pax-Stien Monument für Frieden und Gedenken der Opfer der Versenkung des Frachters Palatia 1942 vor dem Kap Lindesnes